# Janet Seidel
Janet Seidel (28 de mayo de 1955 – 7 de agosto de 2017) fue una cantante de jazz y pianista australiana.

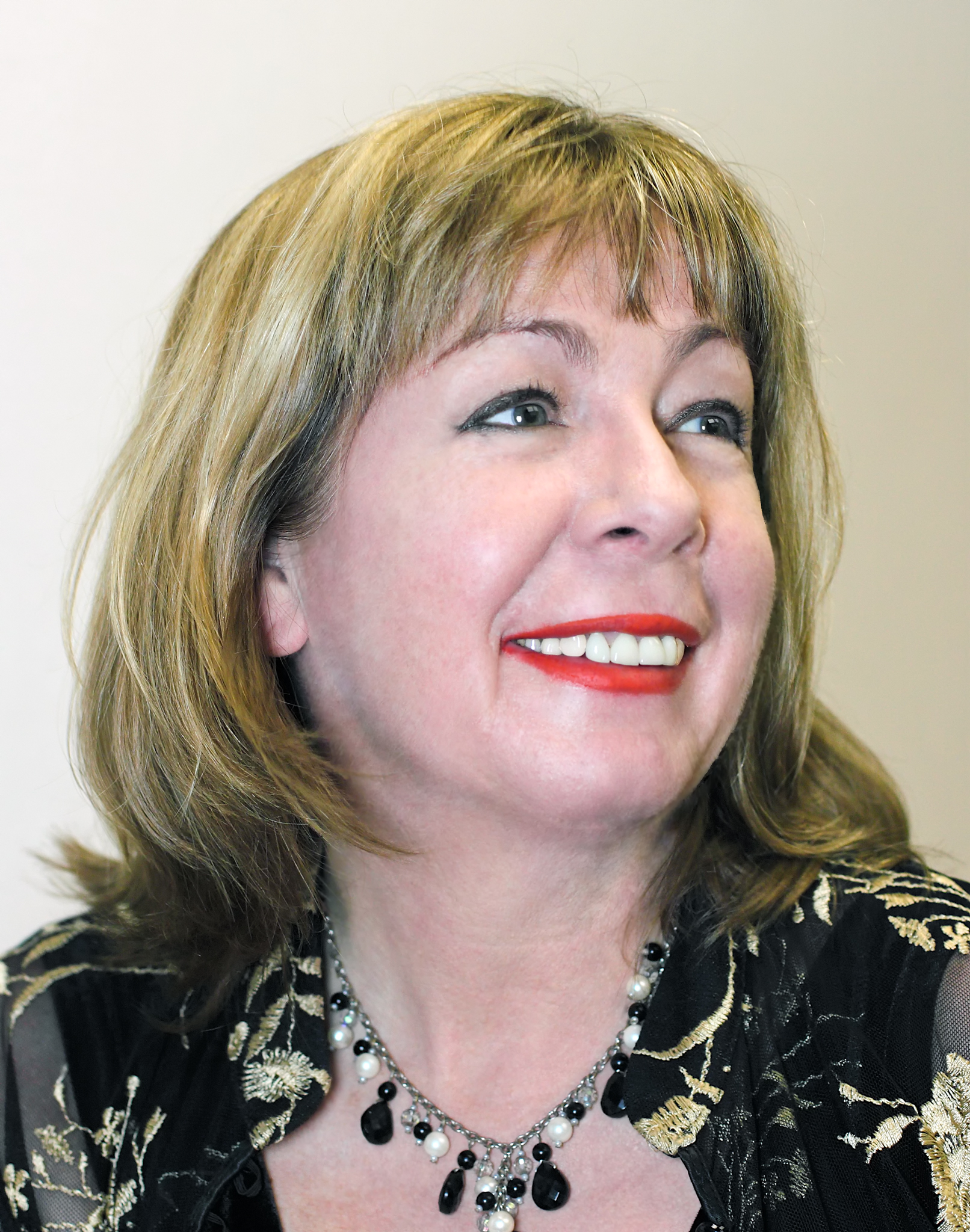
Janet Seidel

Seidel estudió en el Conservatorio Elder de la Universidad de Adelaida (BMusic, 1973-1976). Trabajó como profesora de música de secundaria en Australia del Sur y como músico profesional tocando el pianista y cantando. De 1976 a 1980, fue miembro activo del Adelaide Feminist Theatre Group. Compuso los arreglos para piano de su primer espectáculo, The Carolina Chisel Show (1976). Para el melodrama musical The Redheads' Revenge (1978), escribió y arregló todas las canciones, dirigió y tocó en la orquesta y también participó en el guion, producción y dirección del espectáculo. Para la revista Out of the Frying Pan (1980), escribió cinco canciones originales, colaborando con Judy Szekeres en el arreglo musical, tocando en la orquesta y participando en la coreografía. Janet Seidel surgió como una de las principales vocalistas de cabaret y jazz de Australia. Apareció con frecuencia en los mejores locales de jazz y hoteles de Australia a principios de los años 80. Janet Seidel también actuó en festivales de jazz en los Estados Unidos, trabajando con notables de jazz como Harry Allen, Dan Barrett, Dave McKenna y Michael Moore. Su primera aventura en el cabaret tuvo lugar el año 2000 cuando protagonizó el musical Doris and Me, homenaje a la carrera de la cantante de Doris Day.
Con el sello LaBrava publicó sus 18 álbumes CD, grabados con músicos como el saxofonista Tom Baker y su hermano, el bajista David Seidel. Fueron nominados para los premios ARIA Music Awards. sus álbumes The Way You Wear Your Hat, The Art of Lounge, vol. 2 y Moon of Manakoora. Este último obtuvo en 2006 el Premio Bell al Mejor Álbum Vocal de Jazz Australiano.
Seidel era considerada toda una institución en su país. Fue profesora de música en la Sydney Girls High School. Seidel no tenía una gran voz pero supo usar sus cualidades vocales con gran habilidad y eficacia. De estilo íntimo, Seidel fue una de esas vocalistas simultáneamente narradora y cantante. La forma en que manejó la música resultó ser una combinación de Blossom Dearie y Doris Day, y aproximaciones esporádicas a Julie London, pero de estilo más "jazzista" que el de estas dos últimas. Al igual que Jeri Southern, Shirley Horn y Diana Krall, solía tocar el piano en sus actuaciones. Las numerosas grabaciones que hizo nos muestran una voz exquisita, gentil y ágil que ensalzaba cada canción que interpretaba, fueran sus versiones de canciones clásicas o las canciones pop.
Seidel murió el 7 de agosto de 2017 de cáncer de ovario en Sídney, a la edad de 62 años. En septiembre de 2018 salió publicado en Japón un CD póstumo de canciones inéditas titulado You Are There, y producido por David Seidel.

## Discografía
- 1994 Little Jazz Bird
- 1994 Winter Moon
- 1995 Doodlin'
- 1997 The Art of Lounge
- 1998 The Way You Wear Your Hat
- 1999 The Art of Lounge Volume 2
- 2000 Love Letters
- 2001 Doris & Me
- 2002 Don't Smoke in Bed
- 2003 Comme Ci, Comme Ça
- 2003 The Art of Lounge Volume 3
- 2004 Dear Blossom
- 2004 Hooray for Christmas
- 2004 Midnight Jazz Lounge
- 2005 Moon of Manakoora
- 2005 Delovely
- 2007 We Get Requests
- 2007 Charade – Henry Mancini Song Book
- 2011 Janet Seidel – Live in Taipai (DVD)
- 2013 Far Away Places
- 2018 You Are There